# Lily-Rose Depp
Lily-Rose Melody Depp (sinh ngày 27 tháng 5 năm 1999) là một nữ diễn viên, người mẫu mang hai dòng máu người Pháp và người Mĩ. Cô là con gái của Johnny Depp và Vanessa Paradis. Lily bắt đầu sự nghiệp diễn xuất của mình bằng vai phụ trong phim kinh dị Tusk (2014) và sau đó là vai chính trong các bộ phim chính kịch cổ trang như vai Isadora Duncan trong The Dancer (2016), Planetarium (2016) và Quốc vương (2019). Cô đã nhận được hai đề cử Giải César cho nữ diễn viên triển vọng nhất cho các màn trình diễn trong hai tác phẩm The Dancer và A Faithful Man (2018). Với vai diễn trong bộ phim My Last Lullaby (2019), Depp giành được giải Nữ diễn viên xuất sắc nhất tại lễ trao giải điện ảnh Los Angeles lần thứ tư.

## Đầu đời
Lily-Rose Melody Depp sinh tại Paris vào ngày 27 tháng 5 năm 1999. Cô là con gái của nam diễn viên, nhà sản xuất, nhạc sĩ Johnny Depp và ca sĩ, diễn viên, người mẫu người Pháp Vanessa Paradis. Sau 14 năm sống cùng nhau, cha mẹ cô chia tay năm 2012 và chia sẻ quyền nuôi con với nhau giữa Los Angeles và Paris. Lily-Rose Depp là chị gái của John "Jack" Christopher Depp III và là cháu gái của nữ diễn viên người Pháp Alysson Paradis.

## Sự nghiệp
Depp bắt đầu sự nghiệp diễn xuất của mình với vai trò cameo trong bộ phim Tusk, được công chiếu lần đầu tại Liên hoan phim Quốc tế Toronto vào tháng 9 năm 2014. Cô đã hành diễn cùng người bạn Harley Quinn Smith, cha cô và đạo diễn Kevin Smith. Tháng 4 năm 2015, Depp chụp hình cho tạp chí Úc Oyster của Dana Boulos và Maggie Silverman. Cô được công bố là đại sứ của Chanel vào tháng 9 và với vai trò là đại diện cho dòng sản phẩm kính mắt của thương hiệu. Depp xuất hiện với rapper Irish Rejjie Snow trong video ca nhạc "All Around the World", được phát hành vào tháng 10.
Depp đã được khen ngợi với vai diễn "Tusk" của cô trong Yoga Hoses được công chiếu lần đầu tại Liên hoan phim Sundance vào tháng 1 năm 2016. Tháng 5, cô được công bố là gương mặt của dòng nước hoa Chanel mới No°5 L'Eau. Cùng tháng đó, bộ phim The Dancer, trong đó Depp đóng vai "Isadora Duncan", được công chiếu tại Liên hoan phim Cannes trong thể loại Un Certain Regard. Bộ phim là bộ phim đầu tay của Stéphanie Di Giusto. Depp và Natalie Portman đóng vai chính trong Planetarium với vai hai chị em trong bối cảnh những năm 1930 của Pháp. Bộ phim đã được ra mắt tại Liên hoan phim Venice vào tháng 9. Depp xuất hiện trên trang bìa của tạp chí Vogue Anh trong số báo tháng 12 của họ.
Tháng 2 năm 2017, Depp đóng vai chính trong một chiến dịch quảng cáo cho dòng mỹ phẩm của Chanel.

## Cuộc sống cá nhân
Kể từ khi sinh, Depp đã là chủ đề báo lá cải, kể cả ngày sinh nhật, tham dự các sự kiện xã hội và những lựa chọn thời trang của cô cũng được đem ra đánh giá. Cô bỏ học trung học năm 2016 để tập trung vào sự nghiệp diễn xuất của mình. Cô thông thạo cả tiếng Anh và tiếng Pháp.
Vào tháng 8 năm 2015, Depp đặt ra Dự án Truths True Evidence Truths của iO Tillett Wright, nói rằng cô ấy rơi vào đâu đó trong LGBT. Mặc dù còn quá nhỏ để bỏ phiếu, cô ủng hộ Bernie Sanders trong cuộc bầu cử tổng thống năm 2016. Depp và mẹ cô, Vanessa Paradis, đã được chụp hình cho tạp chí City of Angels vào tháng 2 năm 2017. Số tiền thu được từ việc bán hàng cho vấn đề này sẽ được quyên góp cho Planned Parenthood.

## Phim đã tham gia
| Năm  | Tiêu đề                      | Vai                | Ghi chú |
| ---- | ---------------------------- | ------------------ | ------- |
| 2014 | Tusk                         | Colleen Collette   |         |
| 2016 | Yoga Hosers (Nữ sinh bắt ma) | Colleen Collette   |         |
| 2016 | The Dancer                   | Isadora Duncan     |         |
| 2016 | Planetarium                  | Kate Barlow        |         |
| 2018 | Savage                       | Laura              |         |
| 2018 | A Faithful Man               | Eve                |         |
| 2019 | My Last Lullaby              | Paloma             |         |
| 2019 | Quốc vương                   | Catherine của Pháp |         |
| 2021 | Crisis                       | Emmie Kelly        |         |
| 2021 | Voyagers                     | Sela               |         |
| 2021 | Silent Night                 | Sophie             |         |
| 2021 | Wolf                         | Wildcat            |         |
| 2023 | The Idol                     | Jocelyn            |         |
| 2024 | Ma cà rồng Nosferatu         | Ellen Hutter       |         |

## Danh sách đĩa nhạc
| Năm  | Tiêu đề                                | Album                  |
| ---- | -------------------------------------- | ---------------------- |
| 2016 | "I'm the Man" (với Harley Quinn Smith) | Yoga Hosers Soundtrack |
| 2016 | "Babe" (với Harley Quinn Smith)        | Yoga Hosers Soundtrack |
| 2016 | "O Canada" (với Harley Quinn Smith)    | Yoga Hosers Soundtrack |

## Giải thưởng và đề cử
| Năm  | Giải thưởng     | Đối tượng  | Hạng mục               | Kết quả |
| ---- | --------------- | ---------- | ---------------------- | ------- |
| 2017 | César Awards    | The Dancer | Most Promising Actress | Đề cử   |
| 2017 | Lumières Awards | The Dancer | Most Promising Actress | Đề cử   |